# Theresa (New York)
Pour les articles homonymes, voir Thérèse.
Theresa est une ville située dans le comté de Jefferson, dans l'État de New York, aux États-Unis,. En 2010, elle comptait une population de 2 905 habitants.

## Démographie
Lors du recensement de 2010, la ville comptait une population de 2 905 habitants. Elle est estimée, en 2016, à 2 831 habitants.